# Babel (nummer)
"Babel" is een nummer van de Britse band Mumford & Sons. Het nummer werd uitgebracht op hun gelijknamige album uit 2012. Op 9 juli 2013 werd het nummer uitgebracht als de vierde single van het album.

## Achtergrond
"Babel" is geschreven door de gehele band en geproduceerd door Markus Dravs. De single bereikte de zestigste plaats in de Verenigde Staten, terwijl in het Verenigd Koninkrijk de 76e positie werd behaald. In Nederland behaalde het geen hitlijsten; ook in Vlaanderen kwam het niet in de Ultratop 50 terecht, maar bleef het steken op de achtste plaats in de Bubbling Under-lijst. Een dag voor de uitgave van de single verscheen de videoclip van het nummer op YouTube, waarin de band het nummer speelt in een verlaten treinstation in Oakland, Californië.

## NPO Radio 2 Top 2000
| Nummer met noteringen in de NPO Radio 2 Top 2000 | '14  | '15  | '16  | '17  | '18  | '19  | '20  | '21  | '22  |
| ------------------------------------------------ | ---- | ---- | ---- | ---- | ---- | ---- | ---- | ---- | ---- |
| Babel                                            | 1061 | 1130 | 1229 | 1620 | 1305 | 1535 | 1678 | 1857 | 1844 |

1. ↑  Een vetgedrukt getal geeft de hoogste notering aan.
2. ↑  2014 was het eerste jaar met een notering voor dit nummer.
3. ↑  Deze tabel is bijgewerkt tot en met de laatste editie (2024).